# Kampenhout
Cet article possède un paronyme, voir Campenhout.
Kampenhout (nom en néerlandais, officiel au niveau fédéral en français, parfois encore orthographié Campenhout en français,) est une commune de Belgique située en Région flamande, dans la province du Brabant flamand.
Elle est née de la fusion des anciennes communes de Kampenhout, de Berg, de Buken et de Nederokkerzeel

## Sections de la commune
| # | Section        | Superf. (km²) | Habitants (2020) | Habitants par km² | Code INS |
| - | -------------- | ------------- | ---------------- | ----------------- | -------- |
| 1 | Kampenhout     | 15,34         | 6.148            | 401               | 23038A   |
| 2 | Berg           | 8,90          | 3.499            | 393               | 23038D   |
| 3 | Buken          | 2,20          | 544              | 248               | 23038B   |
| 4 | Nederokkerzeel | 7,21          | 1.937            | 269               | 23038C   |

### Localités
- Kampenhout: Relst, Kampelaar, Schildhoven, Heide, Ruisbeek, Vierstraeten, Wilder, Kampenhout-Sas.
- Berg: Lelle, Kutsegem, Bulsom et Lemmeken.

## Histoire
La mairie de Kampenhout comprenant 18 villages faisait jadis partie du Quartier de Bruxelles.

### Beethoven
Ernest Closson, dans L'élément flamand dans Beethoven, page 34, affirme que la ligne de Ludwig van Beethoven trouve son origine dans une famille brabançonne de Kampenhout, dont la plus ancienne trace, Jean van Beethoven, date de la fin du XVe siècle. Ce Jean, serait le père de Marc (né vers 1500), qui serait le père de Arnold (né vers 1535), qui serait le père de Henry (né vers 1570), qui serait le père de Marc (né en 1610), qui serait le père de Corneille (né en 1641), qui serait l'arrière-arrière grand-père de Ludwig van Beethoven.

## Héraldique
|  | La commune possède des armoiries qui lui ont été octroyées le 6 février 1909 et confirmées le 21 juin 1978. Elles sont identiques à celles des barons de Fourneau de Cruyckuenbourg qui acquirent le village et le domaine en 1638 et qui furent les derniers seigneurs de Kampenhout. Sainte Marie est la sainte patronne locale. Blasonnement : D'azur billeté d'or à un chevron brochant du même, l'écu timbré d'une Sainte Vierge d'argent issante couronnée d'or, tenant de sa dextre un sceptre du même et tenant de sa senestre l'Enfant du premier, couronné et tenant de sa senestre une orbe du second. - Délibération communale : 30 septembre 1977 - Arrêté royal : 21 juin 1978 - Moniteur belge : 6 septembre 1978 Source du blasonnement : Heraldy of the World. |

## Démographie

### Démographie: avant la fusion des communes
- Source : DGS recensements population.

### Démographie: commune fusionnée
En tenant compte des anciennes communes entraînées dans la fusion de communes de 1977, on peut dresser l'évolution suivante :
Les chiffres des années 1831 à 1970 tiennent compte des chiffres des anciennes communes fusionnées.
- Source : DGS, de 1831 à 1981 = recensements population ; à partir de 1990 = nombre d'habitants chaque 1er janvier.[7]

## Liste de citoyens d’honneur
Furent nommés citoyens d'honneur de la commune de Kampenhout, les jours suivants :
- 3 décembre 1972 : Jules Penninckx
- 27 octobre 1974 : Armand Preud'homme
- 10 août 1975 : Will Tura
- 12 mai 1999 : Raymond Impanis
- 28 mars 2002 : Kim Gevaert
- 14 octobre 2007 : Stef Maginelle